# Pablo Ibáñez
Pablo Ibáñez Tébar (Madrigueras, Albacete; 3 de agosto de 1981), conocido como Pablo Ibáñez, es un exfutbolista español que se desempeñaba en la posición de defensor central. Inició su carrera deportiva en las categorías inferiores del Albacete Balompié y debutó profesionalmente en 2002 después de su ascenso al primer equipo. Con el «Alba» logró el tercer lugar en la Segunda División de España 2002-03, ascendiendo así a la Primera División. 
Luego de dos temporadas en el Albacete fichó por el Atlético de Madrid, en donde disputó casi doscientos encuentros en seis temporadas y consiguió el subcampeonato de la Copa del Rey durante la campaña 2009-10. Sin embargo, su estancia en el equipo «colchonero» se vio afectada en 2006, cuando el candidato a la presidencia del Real Madrid, Juan Palacios, confirmó que había llegado a un acuerdo con Pablo para fichar por el club «merengue». Tras perder la titularidad en el Atlético, fue fichado por el West Bromwich Albion en 2010, donde jugó catorce partidos y marcó dos goles. 
En agosto de 2011 se fue al Birmingham City, donde disputó treinta partidos en dos temporadas. Finalizado su paso por el fútbol inglés en 2013, quedó como agente libre un tiempo y posteriormente se retiró.       
Fue internacional absoluto con la selección española de fútbol desde 2004, disputando veintitrés partidos (en los que no marcó goles) y siendo titular en la Copa Mundial de Fútbol de 2006. Anteriormente también fue internacional en la categoría sub-21.

## Trayectoria

### Albacete Balompié
Pablo Ibáñez Tébar nació el 3 de agosto de 1981 en Madrigueras (Albacete). Creció en la ciudad de Leganés debido al trabajo de su padre (miembro del Cuerpo Nacional de Policía), y comenzó a jugar al fútbol en un equipo de un barrio del municipio, El Carrascal. 
A los catorce años comenzó su carrera futbolística en las categorías inferiores del Albacete, al principio actuando como centrocampista e incluso delantero. Luego de su paso por las divisiones juveniles, fue cedido al Caravaca Club de Fútbol, que en ese entonces se encontraba en la Tercera División. Regresó al Albacete Balompié para volver a jugar en el filial en la temporada 2001-02, también en Tercera. Jugando como titular en la mayoría de encuentros durante esa campaña, ayudó al Albacete «B» a llegar a la promoción de ascenso a Segunda División B, aunque no lograron el ascenso.
La temporada 2002-03 realizó la pretemporada con el primer equipo del Albacete Balompié por orden expresa de su técnico, César Ferrando. Debutó en Segunda División el 31 de agosto de 2002 con veintiún años, en un partido ante el Terrassa F. C. que terminó 1-1. En esa campaña jugó treinta y nueve encuentros y el Albacete finalizó tercero en la tabla de posiciones, ascendiendo así a Primera División. Después de solo disputar unos cuantos partidos con Albacete, Pablo Ibáñez llamó la atención de varios clubes europeos y disputó un encuentro amistoso con la selección española sub-21 ante Bulgaria.
En enero de 2003 comenzó el período de fichajes y el Albacete Balompié recibió una oferta de traspaso del Celta de Vigo por el defensa. El acuerdo fracasó ya que el Albacete reclamaba el pago en efectivo del 50% de la ficha de Pablo, mientras que el Celta ofrecía pagarés. Unas semanas más tarde el representante del jugador, Alejandro Camaño, compró la mitad de los derechos del futbolista por ciento cincuenta millones de pesetas. Gracias a esa operación, realizada a mitad de temporada, el club pudo pagarle el salario al resto de la nómina y terminar sin problemas financieros la temporada.
A principios de la temporada 2003-04 sufrió una lesión durante un entrenamiento que puso en duda su comienzo en la campaña. Sin embargo, pudo jugar el primer partido de la temporada ante Osasuna. Respecto a su actuación en el encuentro, un reportero del periódico El País dijo que «el prometedor Pablo Ibáñez, uno de los puntales, tuvo buena parte de culpa en el gol de Valdo, en un inexplicable fallo de marcaje en una jugada de estrategia osasunista». Durante la temporada, Pablo solo se perdió un partido de Liga y el Albacete finalizó en la decimocuarta posición en la tabla.
Pablo Ibáñez atrajo la atención de varios clubes europeos debido a sus actuaciones en el 'Alba'; entre sus pretendientes se encontraba el Manchester City, Arsenal F.C., Leeds United, A.S. Roma, Inter de Milán (que al parecer pretendía comprar al jugador por tres millones de euros y dejarlo cedido una temporada en el Albacete) y Deportivo La Coruña, que logró un acuerdo con el club «alba» pero no pudo llegar a una resolución con Camaño.
Finalmente fichó por el Atlético de Madrid, que pagó por su transferencia 3,5 millones de euros.

### Atlético de Madrid
Junto al colombiano Luis Amaranto Perea, logró que el Atlético obtuviera el tercer mejor registro defensivo en la 2004-05, solo por detrás de Fútbol Club Barcelona y Real Madrid. El equipo quedó en el undécimo lugar en la tabla de posiciones y Pablo anotó tres goles durante la campaña. Tras sus actuaciones durante la temporada, llamó la atención de varios clubes de Europa y fue seleccionado para jugar un partido amistoso con la selección española ante Inglaterra en noviembre de 2004. Se les aumentó el salario tanto a Pablo como a Perea, y ambos renovaron su contrato hasta 2009. Ya en la temporada 2005-06, el Atlético se ubicó en la décima posición en la tabla de la Liga, esta vez con el cuarto mejor registro defensivo de la competición.

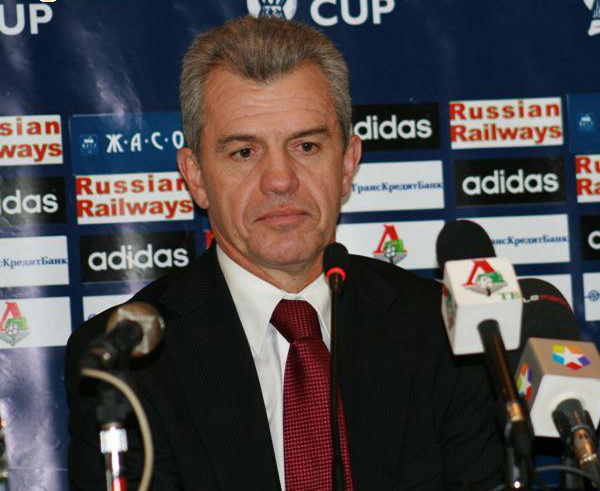
Javier Aguirre durante una conferencia de prensa en Moscú en 2006. En dicho año el entrenador mexicano llamó «mejor defensor central de España» a Pablo.

En 2006 se vio involucrado en un escándalo, cuando el candidato a la presidencia del Real Madrid, Juan Palacios, confirmó que había llegado a un acuerdo con José Antonio Reyes, Joaquín Sánchez y Pablo para fichar por el club «merengue». Palacios no resultó ganador de las elecciones e Ibáñez tuvo que permanecer en el club «colchonero». Su representante salió en su defensa diciendo que «Pablo está al margen de esta situación. Tenemos el mandato del Atleti desde hace meses para la venta de Pablo por una cantidad. Él no ha sido el que ha querido marcharse». Además, uno de los agentes de Boss, empresa que lleva los asuntos del Atlético de Madrid, añadió: «Cuando se produjo la renovación de Pablo, se fijó una cláusula de 15 millones para que los agentes del jugador negociaran con cualquier club». El entrenador del Atlético, Javier Aguirre, dejó en claro que aún quería al «mejor defensor central de España». Por su parte, Pablo se disculpó con la afición, insistió en que quería quedarse en el Aleti y admitió que fue un error aceptar la oferta del Real Madrid.
Durante un partido ante el Mallorca sufrió una lesión que le provocó hematomas en el riñón y fracturas en una vértebra, lo que le mantuvo fuera del terreno de juego por un par de semanas. Esto dio paso a la titularidad del portugués Zé Castro. En enero de 2007 disputó su centésimo partido con el Atlético de Madrid, en un encuentro ante Racing Club de Santander que finalizó empatado y en donde anotó un gol; esa temporada jugó veinticuatro partidos en la liga. Los «colchoneros» se clasificaron a la Liga de Campeones de la UEFA 2008-09 a través de la Copa Intertoto y asimismo terminaron en la cuarta posición en la tabla de la liga. Sin embargo, tras el derbi madrileño de enero de 2008, Pablo cometió dos errores que fueron los causantes del triunfo del Real Madrid por 2-0.
Aun con la contratación de los defensas Tomáš Ujfaluši y John Heitinga, jugó veintiún partidos esa temporada. Pablo recibió una oferta de traspaso por parte del Real Zaragoza, que ofreció pagar cerca de cinco millones de euros por su pase, aunque el Atlético decidió declinar dicha oferta.
 Más tarde dijo: «Yo no conocía nada acerca de eso, habría que hablarlo con el club pero es un tema que García Pitarch (que en ese entonces ocupaba el rol de director deportivo del Atlético) no habló conmigo ni me consultó». Durante la temporada 2009-10 jugó pocos partidos; entre ellos los disputados en la primera fase de la Copa del Rey, donde lograron el subcampeonato, y la Liga Europa de la UEFA, donde se coronaron campeones. Su último encuentro con los «colchoneros» fue ante el Tenerife el 20 de diciembre de 2010.

### West Bromwich Albion y Birmingham City
Luego de su salida del Atlético de Madrid, el entonces entrenador del Osasuna, José Antonio Camacho, mostró interés en Pablo. Sin embargo, el jugador se trasladó a Inglaterra, donde firmó un contrato por tres años con el West Bromwich Albion, recién ascendido a la Premier League. Realizó su debut con el equipo en la primera jornada de la temporada 2010-11, en la derrota 6-0 ante el Chelsea, y anotó su primer gol diez días después, en la victoria 2-0 contra el Leyton Orient (club de la Football League One) en la Copa de la Liga. Jugó pocos partidos en el West Brom, tan solo diez en la Premier League, ocho en 2010 y dos en 2011. Su compañero de equipo, Jonas Olsson, dijo que a Pablo le costó acostumbrarse al fútbol inglés y además no hablaba el idioma.
En agosto de 2011, al final del período de transferencias de verano, firmó un contrato de dos años con el Birmingham City, que se encontraba en la Segunda División del fútbol inglés. La cantidad de dinero que el club pagó por Pablo no fue revelada. Su presentación oficial en el equipo se produjo el 15 de septiembre en un encuentro ante el Sporting Clube de Braga, por la fase de grupos de la Liga Europa de la UEFA, que finalizó con una derrota local por 3-1. Más tarde, en un partido contra el Club Brujas por la misma competición, chocó con el delantero del club belga Joseph Akpala y cayó inconsciente en el campo. Los médicos del Birmingham le asistieron durante cinco minutos en el terreno de juego y posteriormente fue trasladado a un centro hospitalario. El futbolista no requirió tratamiento. Después de su recuperación, perdió la titularidad ya que Curtis Davies se había afianzado en el equipo, aunque volvió a jugar en los últimos partidos de la temporada.
Curtis Davies y Steven Caldwell comenzaron la siguiente temporada como el eje principal en la defensa del Birmingham, hasta que una lesión en el tobillo de Davies en un partido por la Copa de la Liga le permitió a Pablo volver a la titularidad. Sin embargo, una lesión en el pie le dejó fuera de las canchas nuevamente. Con la vuelta de Davies y la aparición del lateral izquierdo Mitch Hancox solo pudo jugar dos partidos más en lo que restó de la campaña. Su último encuentro como profesional fue el 19 de febrero de 2013, en un empate a cero frente al Sheffield Wednesday. El Birmingham City liberó a Ibáñez al final de su contrato.
Finalmente, se retiró del fútbol profesional en 2013.

## Selección nacional

### Selección juvenil
A pesar de solo jugar unos pocos partidos con el Albacete Balompié en la Segunda División de España, fue convocado por primera vez a la selección española en la categoría sub-21 el 19 de noviembre de 2002, para jugar un partido amistoso ante Bulgaria. Aunque ese día se pensaba que Pablo estaría entre los suplentes, arrancó en la formación inicial y disputó todo el partido, que España ganó 7-1. Continuó siendo convocado en el seleccionado sub-21 durante el siguiente año, donde disputó diez encuentros. Su último encuentro fue ante Suecia por la clasificación Eurocopa Sub-21 de 2004, donde fueron derrotados y no pudieron clasificar a dicha competición.

### Selección absoluta
Su primera convocatoria con la selección absoluta se produjo en octubre de 2004, cuando estuvo entre los suplentes para los partidos contra Bélgica y Lituania por la clasificación por la Copa Mundial de 2006. Realizó su debut con 'La Roja' el 17 de noviembre, en un amistoso ante Inglaterra disputado en Madrid. Pablo entró en el segundo tiempo en lugar de Carlos Marchena y España no tuvo problemas para retener el 1-0 que había conseguido. En febrero de 2005 fue nuevamente convocado para un encuentro por la clasificación ante San Marino, pero no jugó.
Su siguiente partido fue ante China en marzo del siguiente año, donde anotó un gol de cabeza que no fue cobrado porque Fernando Torres estaba en posición adelantada.
Jugó su primer encuentro oficial en el empate sin goles contra Serbia y Montenegro por la clasificación por la Copa Mundial de 2006, acompañando en la defensa a Carles Puyol en la primera parte y a Juanito en la segunda. En un encuentro ante la selección croata por la clasificación por la Copa Mundial de 2006, Pablo anotó un autogol en el minuto 14.
En la Copa Mundial de Fútbol de 2006 jugó los dos primeros encuentros de la primera ronda, ante Ucrania y Túnez, que España ganó 4-0 y 3-1 respectivamente. Así se clasificaron para los octavos de final, donde se enfrentaron a Francia. Los españoles se pusieron por delante con un penalti cometido por Lilian Thuram a Pablo, que David Villa ejecutó en e lminuto 28. Sin embargo, los galos empataron el partido en el minuto 41 con gol de Franck Ribéry, y con tantos de Patrick Vieira y Zinedine Zidane sellaron la victoria con marcador 3-1. Esta fue la primera vez que España perdió un encuentro con Ibáñez en el campo. Tras la eliminación del Mundial, comenzó a jugar con menor frecuencia en el seleccionado y solo disputó cuatro de los doce partidos por la clasificación para la Eurocopa 2008. Fue incluido en la lista preliminar de 31 jugadores convocados para la competición, pero finalmente se quedó fuera de la lista. 
Su última aparición con España fue en la victoria por 1-0 ante Francia, en febrero de 2008.

### Participaciones en Copas del Mundo
| Mundial                        | Sede     | Resultado        |
| ------------------------------ | -------- | ---------------- |
| Copa Mundial de Fútbol de 2006 | Alemania | Octavos de final |

## Estadísticas

### Clubes
La siguiente tabla detalla los encuentros disputados y los goles marcados por Pablo en los clubes en los que militó.
| Albacete Balompié · España | 2002-03             | 38  | 1  | 1  | 0 | 0  | 0 | 39  | 1  |
| Albacete Balompié · España | 2003-04             | 37  | 1  | 0  | 0 | 0  | 0 | 37  | 1  |
| Albacete Balompié · España | Total               | 75  | 2  | 1  | 0 | 0  | 0 | 76  | 2  |
| Atlético de Madrid · España | 2004-05             | 35  | 3  | 8  | 1 | 5  | 0 | 48  | 4  |
| Atlético de Madrid · España | 2005-06             | 35  | 2  | 3  | 0 | 0  | 0 | 38  | 2  |
| Atlético de Madrid · España | 2006-07             | 24  | 2  | 2  | 0 | 0  | 0 | 26  | 2  |
| Atlético de Madrid · España | 2007-08             | 34  | 1  | 3  | 0 | 9  | 0 | 46  | 1  |
| Atlético de Madrid · España | 2008-09             | 21  | 1  | 3  | 0 | 4  | 0 | 28  | 1  |
| Atlético de Madrid · España | 2009-10             | 7   | 0  | 2  | 0 | 3  | 0 | 12  | 0  |
| Atlético de Madrid · España | Total               | 156 | 9  | 21 | 1 | 21 | 0 | 198 | 10 |
| West Bromwich Albion Inglaterra | 2010-11             | 10  | 1  | 4  | 1 | 0  | 0 | 14  | 2  |
| West Bromwich Albion Inglaterra | 2011-12             | 0   | 0  | 0  | 0 | 0  | 0 | 0   | 0  |
| West Bromwich Albion Inglaterra | Total               | 10  | 1  | 4  | 1 | 0  | 0 | 14  | 2  |
| Birmingham City Inglaterra | 2011-12             | 13  | 0  | 3  | 0 | 7  | 0 | 23  | 0  |
| Birmingham City Inglaterra | 2012-13             | 6   | 0  | 1  | 0 | 0  | 0 | 7   | 0  |
| Birmingham City Inglaterra | Total               | 19  | 0  | 4  | 0 | 7  | 0 | 30  | 0  |
| Total en su carrera | Total en su carrera | 260 | 12 | 30 | 2 | 28 | 0 | 318 | 14 |
| (1) Incluye datos de Copa del Rey, FA Cup y Copa de la Liga de Inglaterra. (2) Incluye datos de Liga de Campeones de la UEFA, Liga Europa de la UEFA y Copa Intertoto de la UEFA. |                     |     |    |    |   |    |   |     |    |

### Selección nacional
La siguiente tabla detalla los encuentros disputados y los goles marcados por Pablo en la selección española absoluta.
| Selección | Año   | Amistoso | Amistoso | Clasificación | Clasificación | Mundial | Mundial | Total | Total |
| Selección | Año   | Part.    | Goles    | Part.         | Goles         | Part.   | Goles   | Part. | Goles |
| --------- | ----- | -------- | -------- | ------------- | ------------- | ------- | ------- | ----- | ----- |
| España    | 2004  | 1        | 0        | 0             | 0             | 0       | 0       | 1     | 0     |
| España    | 2005  | 2        | 0        | 4             | 0             | 0       | 0       | 6     | 0     |
| España    | 2006  | 6        | 0        | 3             | 0             | 3       | 0       | 12    | 0     |
| España    | 2007  | 1        | 0        | 2             | 0             | 0       | 0       | 3     | 0     |
| España    | 2008  | 1        | 0        | 0             | 0             | 0       | 0       | 1     | 0     |
| Total     | Total | 11       | 0        | 9             | 0             | 3       | 0       | 23    | 0     |

### Resumen estadístico
|                       | Encuentros | Goles | Promedio |
| --------------------- | ---------- | ----- | -------- |
| Primera División      | 260        | 12    | 0.04     |
| Copas nacionales      | 30         | 2     | 0.06     |
| Copas internacionales | 28         | 0     | 0.00     |
| Selección de España   | 23         | 0     | 0.00     |
| Total                 | 341        | 14    | 0.04     |

## Palmarés

### Campeonatos nacionales
| Título                        | Club              | País   | Año     |
| ----------------------------- | ----------------- | ------ | ------- |
| Ascenso a la Primera División | Albacete Balompié | España | 2002-03 |

### Copas internacionales
| Título                    | Equipo             | País   | Año     |
| ------------------------- | ------------------ | ------ | ------- |
| Copa Intertoto de la UEFA | Atlético de Madrid | España | 2007    |
| Liga Europa de la UEFA    | Atlético de Madrid | España | 2009-10 |

## Estilo de juego
Gracias a su estatura (mide 1,92 m) tenía mucha velocidad, anticipación, inteligencia en el juego y cuerpo. Por estas características su compañero del Albacete, Miquel Buades, dijo: «Es muy sencillo describirle: es lo peor que le puede pasar a un delantero». Según el entrenador César Ferrando, Pablo rara vez cometía infracciones ya que «no tiene por qué. Tiene todo un arsenal de recursos defensivos». Cabe destacar que durante su estancia en el Albacete, un ojeador del Real Madrid lo descartó entre los posibles fichajes porque pensó que su forma de correr era «fea».
En la etapa final de su carrera se volvió un jugador con experiencia dentro del campo. El tabloide Birmingham Mail escribió que «en contraste con el agresivo Steven Caldwell, Pablo tiende a leer la jugada del contrario antes de lanzarse a una batalla de gladiadores».

## Vida privada
Pablo contrajo matrimonio con Maika en 2007 en la Catedral de Albacete. En diciembre de 2010 la pareja tuvo un hijo, Adrián, y una hija llamada Paula, quien nació un año después. En 2008, junto a Andrés Iniesta y Santi Denia, fue condecorado por la Diputación Provincial de Albacete como «Medalla de oro de Honor y Gratitud».